# Zdziar nad Sazawą
Zdziar nad Sazawą (cz. Žďár nad Sázavou, niem. Saar) – miasto w Czechach, w kraju Wysoczyna, siedziba powiatu Zdziar nad Sazawą. Według danych z 31 grudnia 2003 powierzchnia miasta wynosiła 3 706 ha, a liczba jego mieszkańców 24 030 osób.

## Historia
Już około 1100 r. w pobliżu dzisiejszej lokalizacji zamku znajdowała się obronna osada kontrolująca przeprawę przez bród na rzece Sazawie. Po założeniu w jej pobliżu klasztoru cystersów w roku 1252, osada zaczęła zajmować obszar tzw. Starego Miasta, a niedługo potem w okolice kościoła św. Prokopa (dzisiejsze jądro historyczne miasta). Było to wtedy miasteczko obronne, a w 1293 r. po raz pierwszy został ustanowiony sąd. W czasie wojen husyckich klasztor został spalony i od tej pory, mimo wysiłków i pomocy Jerzego z Podiebradów, jego znaczenie zmalało.
W roku 1588 Zdziar stał się lennem biskupów ołomunieckich, czemu sprzeciwił się klasztor ze zdecydowanym poparciem mieszkańców. W wyniku sporów kardynał Franz von Dietrichstein włączył je do swych osobistych dóbr. W roku 1607 podniósł Zdziar do godności miasta, a w 1614 rozwiązał klasztor. Po bitwie na Białej Górze, w 1620 roku, do miasta zostali sprowadzeni franciszkanie, a w 1639 znów wrócili cystersi. W 1642 klasztor został obroniony przez braci i mieszczan przez atakiem Szwedów, jednak ci w roku 1647 wrócili i zniszczyli miasto. Największy rozkwit klasztoru nastąpił w XVIII w., głównie za sprawą przebudowy dokonanej przez Jana Blažeja Santiniego-Aichela. Została również założona akademia dla młodzieży szlacheckiej. W wyniku reform Józefa II Habsburga klasztor został ostatecznie rozwiązany w roku 1784. Niektóre budowle przeszły w prywatne ręce, a centrum klasztoru zostało później przebudowane na zamek.
W latach 1898–1905 Zdziar uzyskał połączenie kolejowe (trasa Praga-Brno).
W roku 1949 Zdziar został połączony z wsią Zamek Zdziar, a nazwa została zmieniona na Zdziar nad Sazawą (zgodnie z istniejącą już nazwą stacji kolejowej). Miasto zostało również stolicą powiatu. W latach siedemdziesiątych XX w. władze miasta zdecydowały, że Zdziar nad Sazawą powinien być „nowoczesnym miastem socjalistycznym” i dlatego rozpoczęto prace związane z jego „uzdrawianiem”. Stare budownictwo (często zabytkowe) w centrum miasta zostało zastąpione budynkami z wielkiej płyty.
W mieście, na wzgórzu Zelená Hora, znajduje się jeden z najważniejszych kościołów pielgrzymkowych na terenie Moraw – Sanktuarium pielgrzymkowe św. Jana Nepomucena (Zelená Hora). W 1994 roku sanktuarium to zostało wpisane na Listę światowego dziedzictwa UNESCO na podstawie kryterium I, II, IV.

## Demografia
| Rok             | 1970   | 1980   | 1991   | 2001   | 2003   |
| --------------- | ------ | ------ | ------ | ------ | ------ |
| Liczba ludności | 15 686 | 20 864 | 23 191 | 24 289 | 24 030 |

Źródło: Czeski Urząd Statystyczny

## Współpraca
Miejscowości partnerskie:
- Francja, Cairanne, 2003
- Belgia, Flobecq, 1999
- Niemcy, Schmölln, 2001

## Galeria

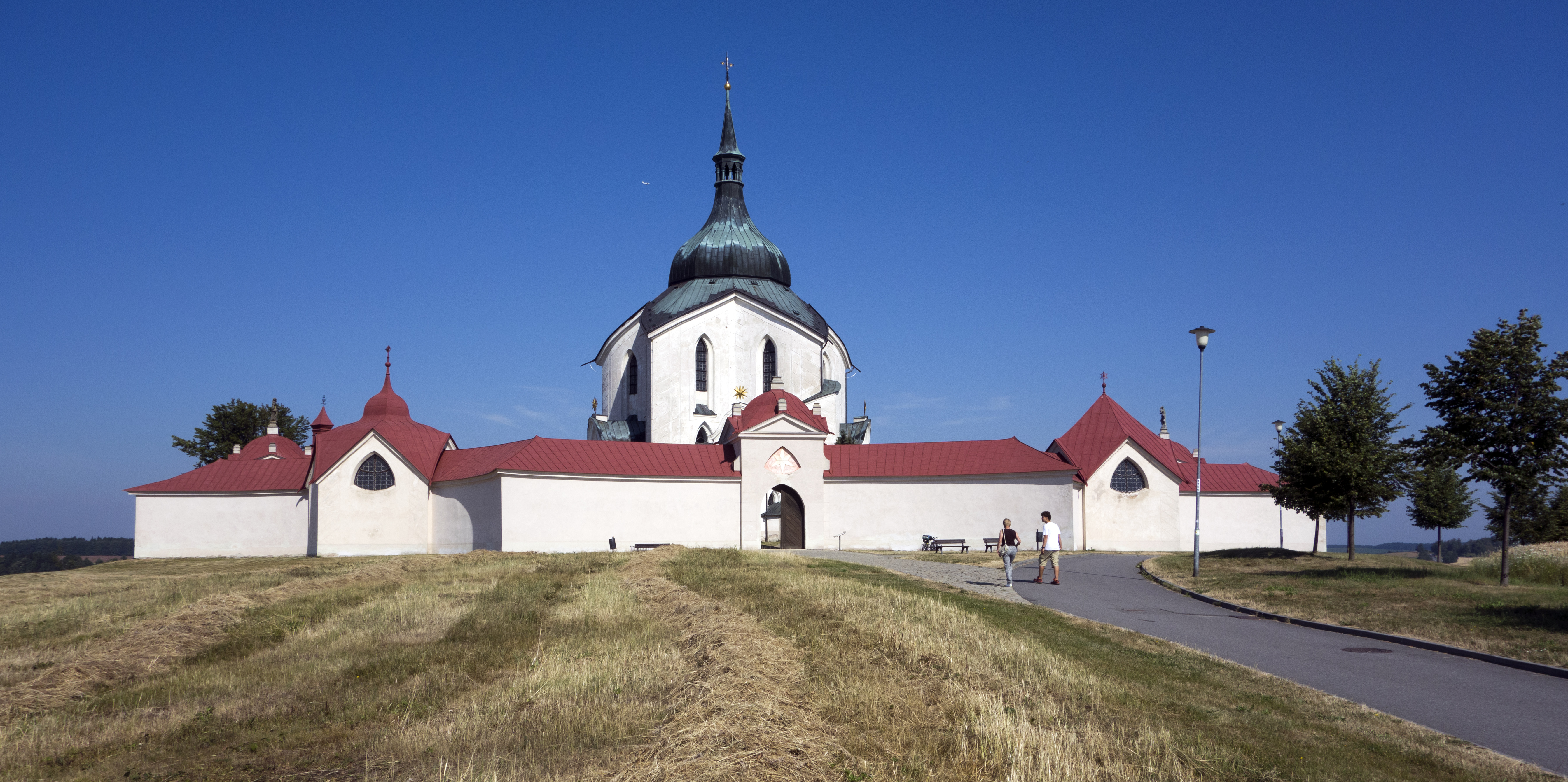
Sanktuarium św. Jana Nepomucena, Zelená Hora
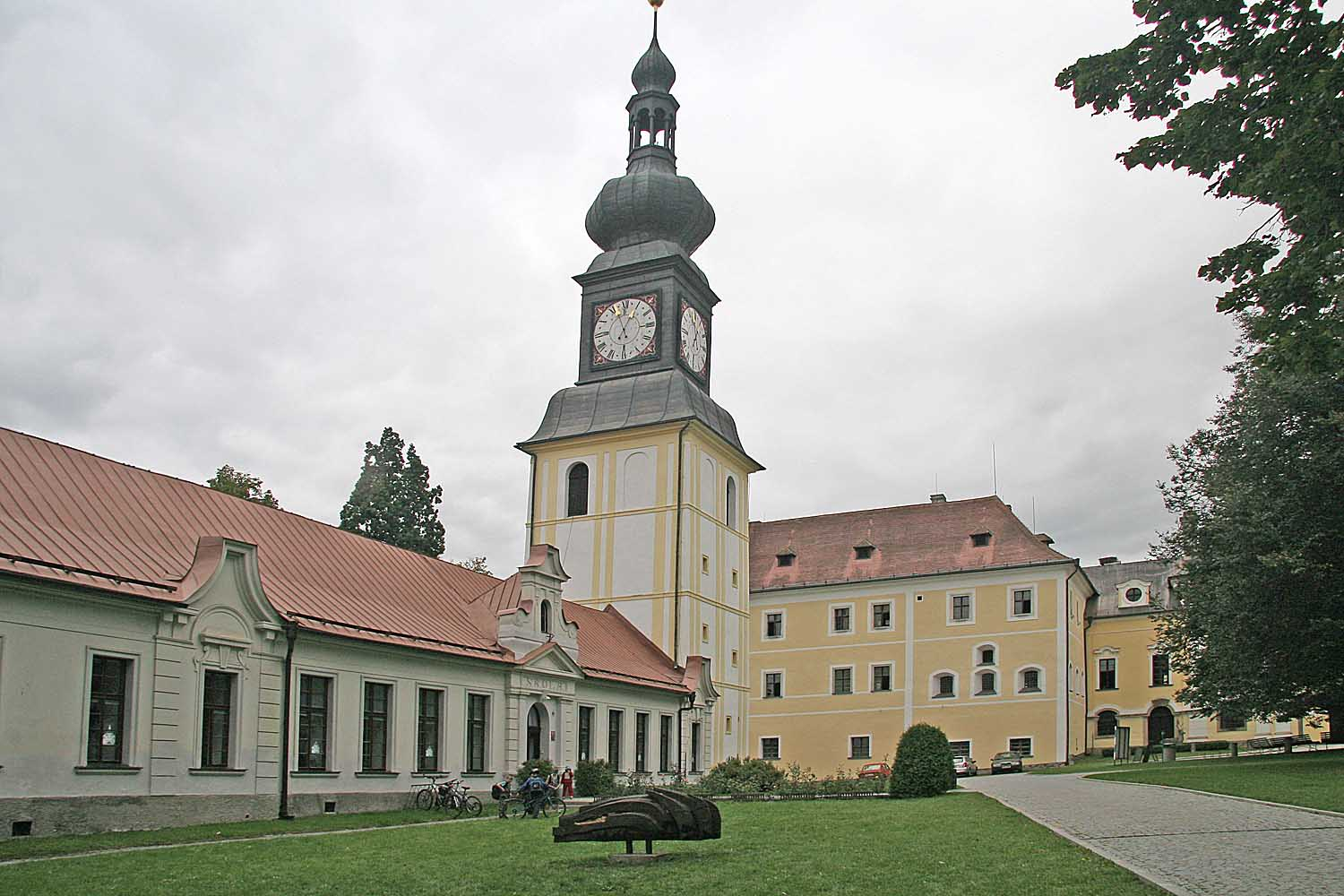
Zamek
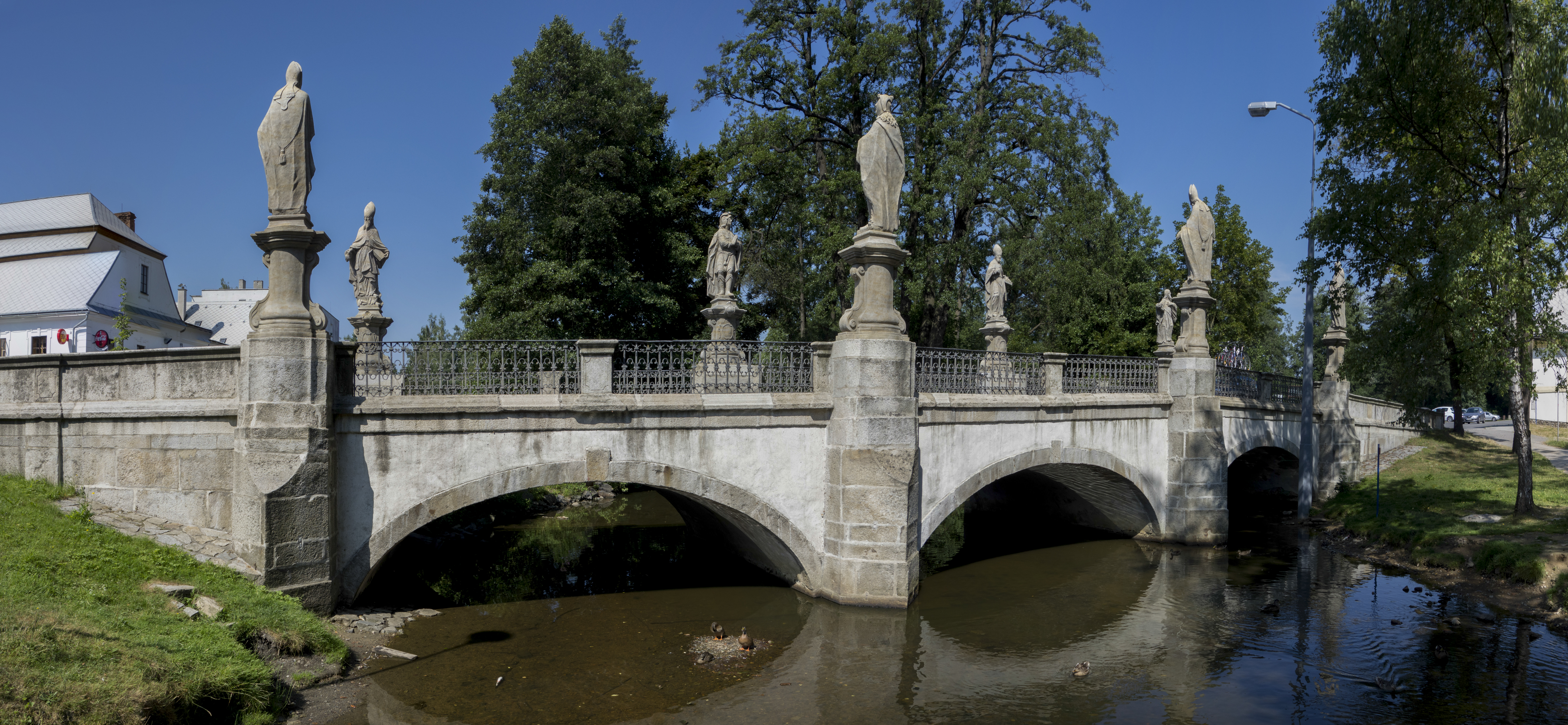
Barokowy most z figurami świętych
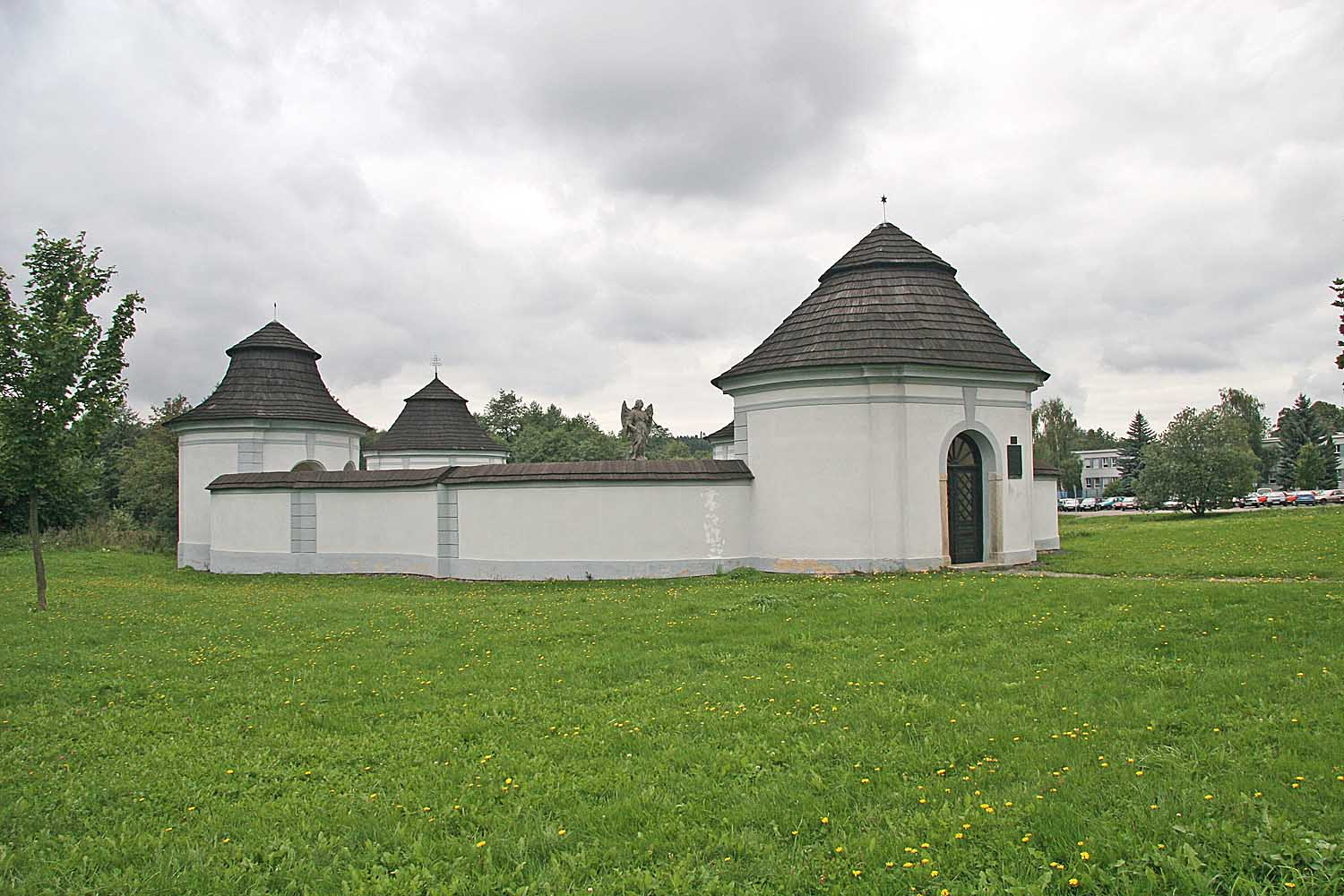
Dolny cmentarz
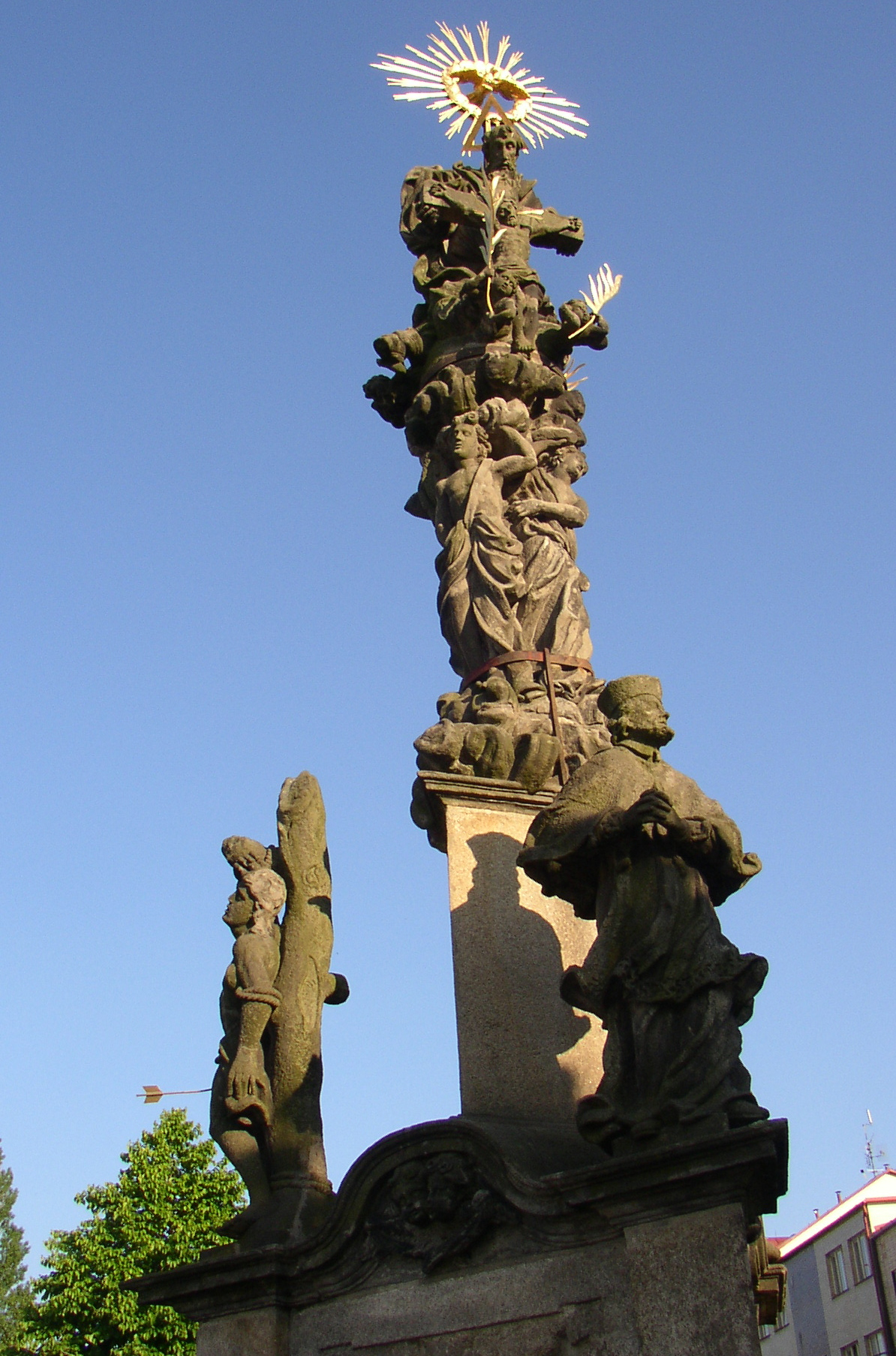
Słup morowy